# چشم‌فرشته‌ای
چشم‌فرشته‌ای (به انگلیسی: Angel Eyes) فیلم درام رمانتیک محصول ۲۰۰۱ به کارگردانی لوئیس مندوکی و با شرکت جنیفر لوپز و جیمز کاویزل است. این فیلم که در زمان ساخت قرار بود «قلب شهر» (به انگلیسی: Heart of Town) نامگذاری شود، به موفقیت تجاری قابل توجهی دست نیافت و حدوداً ۱۴ میلیون دلار ضرر کرد. داستان فیلم درباره یک افسر پلیس شیکاگو به نام شارون (جنیفر لوپز) و مرد مرموزی به نام کچ (جیمز کاویزل) است که طی یک حادثه رانندگی با یکدیگر آشنا می‌شوند و یک سال بعد؛ در حالی که هر کدام درگیری با مشکلات گذشته خود هستند عاشق یکدیگر می‌شوند.